# Urszula Nęcka
Urszula Nęcka (ur. 28 czerwca 1984) – polska lekkoatletka specjalizująca się w biegach długich.

## Kariera
W 2003 roku uplasowała się na ósmym miejscu w biegu na 2000 metrów z przeszkodami podczas mistrzostw Europy juniorów. 
W ciągu swojej kariery zdobyła cztery medale mistrzostw Polski seniorów – srebrny (Bydgoszcz 2012 – bieg przełajowy na 8 km) oraz trzy brązowe (Zamość 2011 – bieg na przełaj & Bydgoszcz 2011 – bieg na 3000 m z przeszkodami & Toruń 2013 – bieg na 3000 m z przeszkodami). W 2012 została halową wicemistrzynią kraju w biegu na 3000 metrów, w 2014 zwyciężyła w halowych mistrzostwach Polski na tym dystansie. Stawała na podium mistrzostw Polski juniorów oraz młodzieżowców.

## Osiągnięcia
| Rok  | Impreza                                   | Miejsce   | Konkurencja                   | Lokata      | Wynik   |
| ---- | ----------------------------------------- | --------- | ----------------------------- | ----------- | ------- |
| 2003 | Mistrzostwa Europy juniorów               | Tampere   | bieg na 2000 m z przeszkodami | 8. miejsce  | 6:39,29 |
| 2013 | Mistrzostwa świata w biegach przełajowych | Bydgoszcz | bieg seniorek                 | 84. miejsce | 27:23   |